# Йёштадт
Йёштадт (нем. Jöhstadt) — город в Германии, в земле Саксония. Подчинён административному округу Хемниц. Входит в состав района Рудные Горы.  Население составляет 3010 человек (на 31 декабря 2010 года). Занимает площадь 49,69 км². Официальный код  —  14 1 71 190.

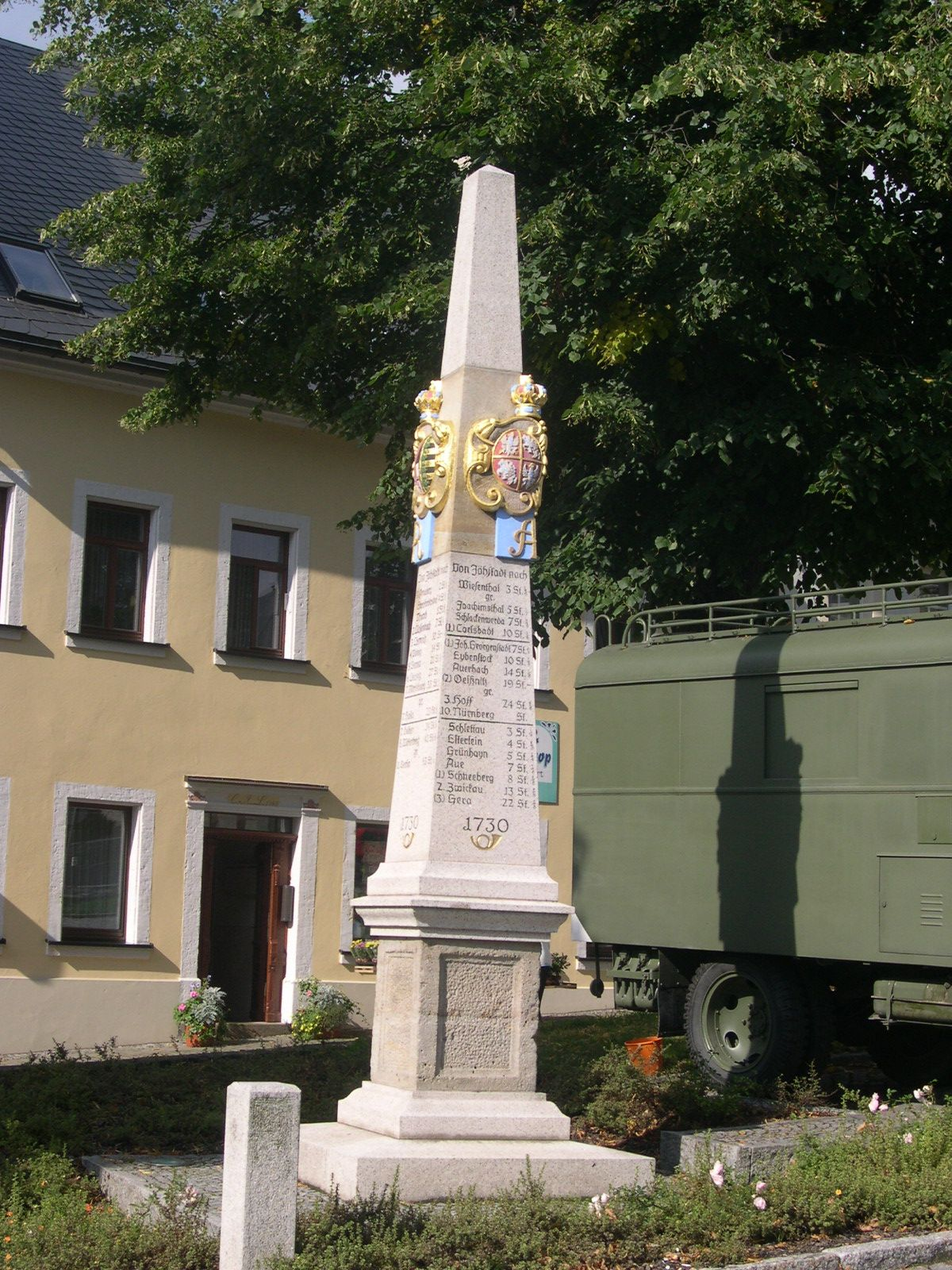
Йёштадт

## Известные уроженцы
- Крамер, Иоганн Андреас (1723—1788) — немецкий поэт и теолог.